# Petra Sochorová
Petra Sochorová rozená Blažková (* 22. června 1978) je česká šachová mezinárodní mistryně (WIM). Je členkou oddílu ŠK Lokomotiva Brno.

## Tituly
V roce 1999 získala titul WIM.

## Soutěže jednotlivkyň
Na Mistrovství České republiky v šachu žen byla dvakrát stříbrná (2001 a 2012) a třikrát bronzová (1998, 2003 a 2005). Na Mistrovství České republiky v rapid šachu žen získala stříbrnou medaili v roce 2005 a bronzovou v roce 2004. Je mistryní České republiky v bleskovém šachu z roku 2004.

## Soutěže družstev
Dvakrát reprezentovala Českou republiku na šachových olympiádách žen, jedenkrát na Mistrovství světa družstev žen a dvakrát na Mitropa Cupu žen.

### Šachové olympiády žen
Na dvou šachových olympiádách žen získala celkem 11 bodů z 20 partií.
| Rok  | Olympiáda | Místo  | Deska | ELO  | Počet bodů | Odehráno partií | pořadí na šachovnici | pořadí družstvo |
| ---- | --------- | ------ | ----- | ---- | ---------- | --------------- | -------------------- | --------------- |
| 2004 | 36.       | Calvià | 4.    | 2214 | 5,5        | 10              | 27.                  | 28.             |
| 2006 | 37.       | Turín  | 4.    | 2242 | 6,5        | 10              | 21.                  | 10.             |

### Česká šachová extraliga
V České šachové extralize odehrála 13 partii ve třech sezónách.
| Sezona  | Klub                   | Elo  | Deska | Počet bodů | Odehráno partií | Procentuální úspěšnost |
| ------- | ---------------------- | ---- | ----- | ---------- | --------------- | ---------------------- |
| 1993/94 | Lokomotiva Olomouc     | 2190 | 11.   | 0,5        | 1               | 50,0 %                 |
| 2005/06 | ŠK Lokomotiva Brno "B" | 2271 | 9.    | 1,5        | 4               | 37,5 %                 |
| 2006/07 | ŠK Lokomotiva Brno     | 2244 | 10.   | 4,0        | 8               | 50,0 %                 |

### Československá extraliga družstev žen
Jedenkrát hrála v Československé extralize družstev žen za družstvo Lokomotiva Brno na 1. šachovnici a získala bronzovou medaili.
| Sezona | Klub            | Elo  | Deska | Počet bodů | Odehráno partií | Umístění týmu |
| ------ | --------------- | ---- | ----- | ---------- | --------------- | ------------- |
| 2015   | Lokomotiva Brno | 2197 | 1.    | 3,0        | 7               | 3.            |